# Wilhelm von Rümann
Wilhelm von Rümann (11 novembre 1850 – 6 février 1906) est un important sculpteur allemand qui a principalement fait carrière à Munich.

## Biographie
Rümann est né le 11 novembre 1850 à Hanovre. De 1872 à 1874, il a étudié à l'Académie des beaux-arts de Munich et à partir de 1880 avec Michael Wagmüller. Il a enseigné à l'Académie des beaux-arts de Munich à partir de 1887. Il a été anobli en 1891.
Outre de nombreux monuments funéraires dans l'Ancien cimetière du Sud de Munich, il a créé plusieurs sculptures encore visibles en ville : le monument de Georg Simon Ohm en 1895, dans la cour de l'Université technique de Munich, celui de Max von Pettenkofer (1909) et celui de Carl von Effner (1886) sur Maximiliansplatz (aujourd'hui Lenbachplatz), la Puttenbrunnen (fontaine des putti) du monument à la paix dans la Prinzregentenstraße (prévu à l'origine pour le château de Herrenchiemsee) et les lions de marbre devant la Feldherrnhalle (1906). A Herrenchiemsee même, il réalise des sculptures pour la fontaine de la Fortune (bassin sud).
Il a eu parmi ses élèves Bernhard Bleeker, Jakob Hofmann, Moissey Kogan, Martin Scheible (de) et Alois Mayer.
Il est mort le 6 février 1906 à Ajaccio, en Corse, et est enterré à Munich au Nordfriedhof (cimetière du nord).

## Œuvres (monuments publics)
- Chemnitz :
  - Statue équestre de Guillaume Ier sur la place du marché : fondue pour le métal après 1945
  - Statue de Bismarck (1899), à sa gauche : même sort
  - Stature du général Moltke, à sa droite : idem.
- Heilbronn :
  - Statue de Julius Robert von Mayer (1892) sur la place du marché
  - Monument à Guillaume Ier (1895), aujourd'hui installé dans le cimetière vieux (Alter Friedhof) sur Weinsberger Straße

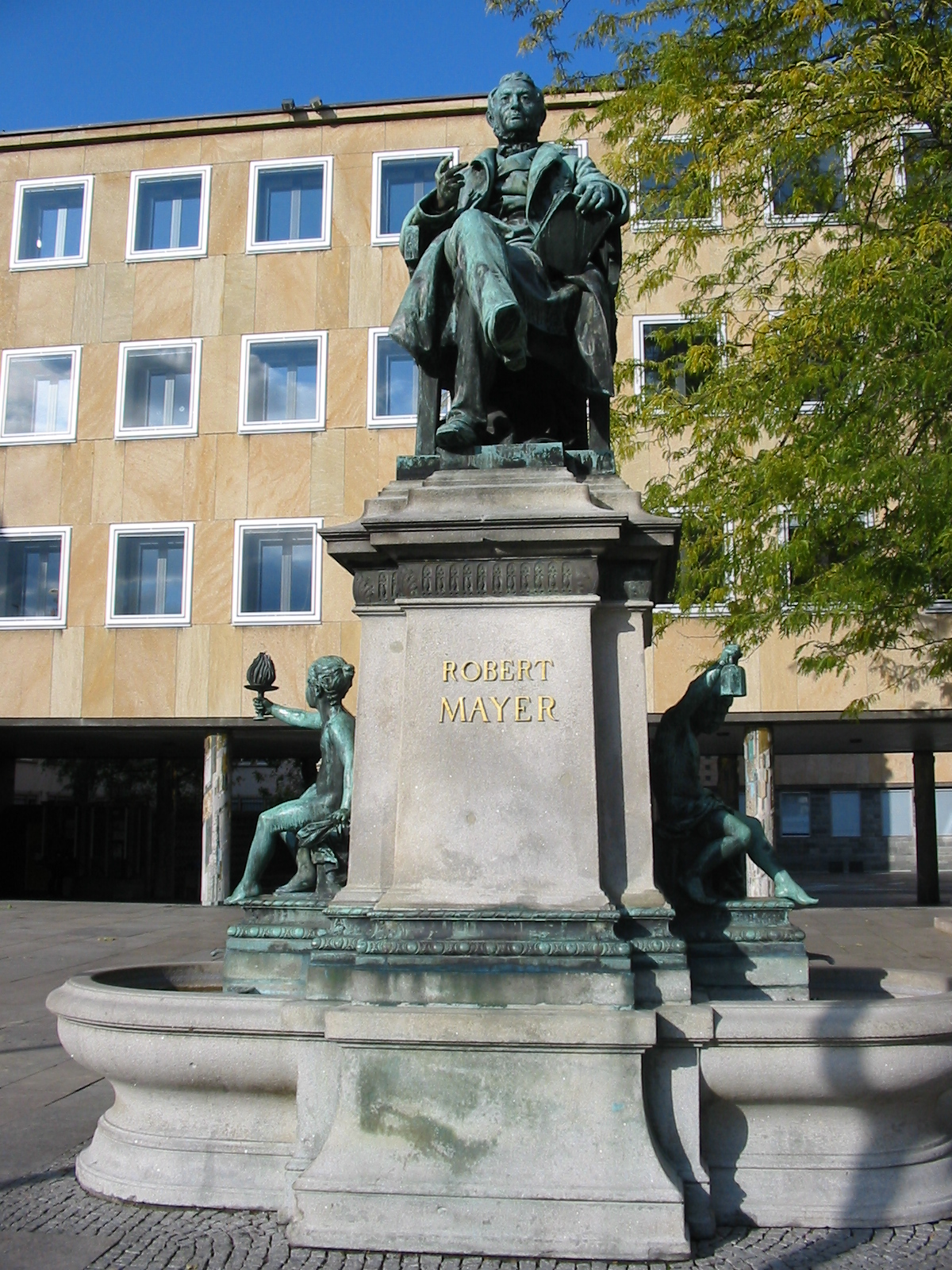
Heilbronn : Statue de Julius Robert von Mayer
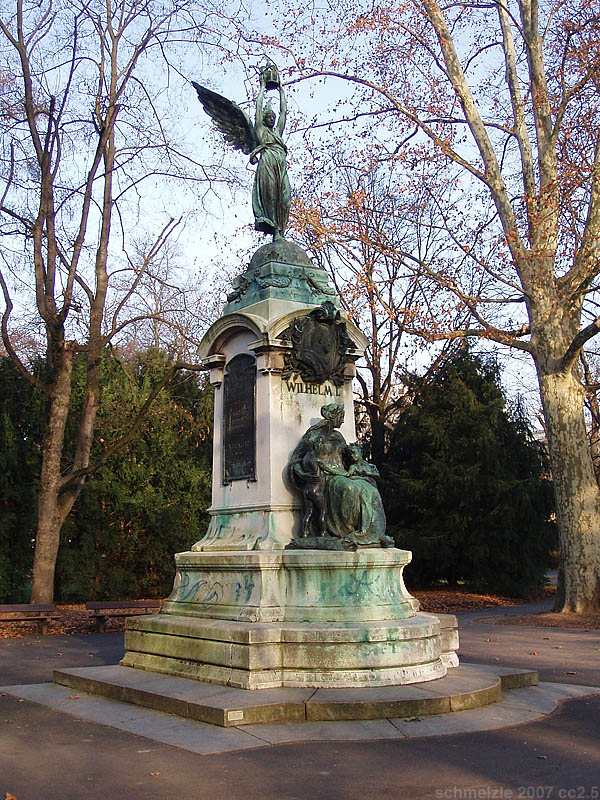
Monument à Guillaume Ier (sur des dessins de Ludwig Pfau (en))
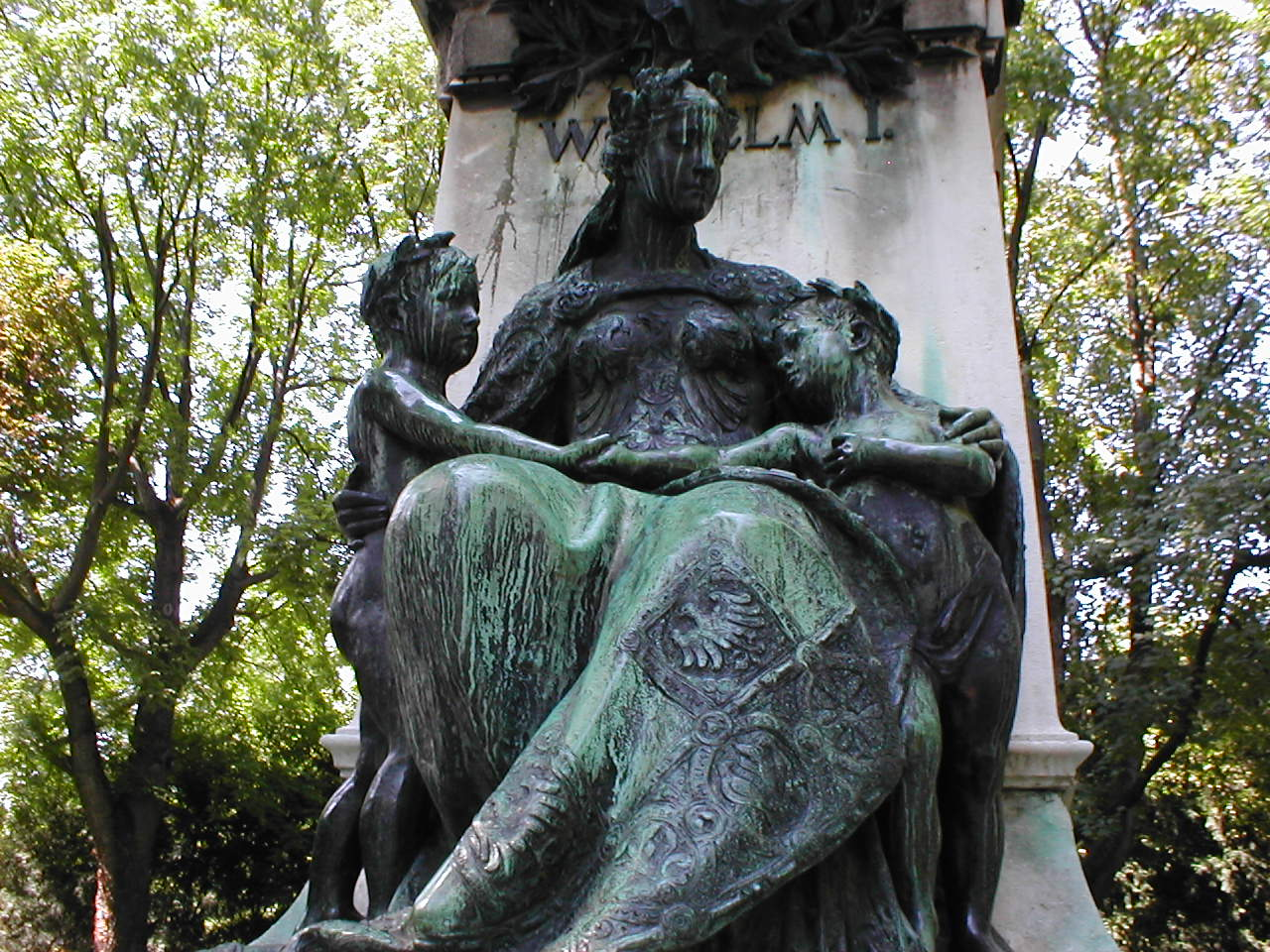
Détail du Monument à Guillaume Ier

- Munich (liste partielle) :
  - Monument à Georg Simon Ohm, 1895
  - Monument funéraire de la princesse Ludovica de Bavière
  - plusieurs statues du prince-régent Luitpold de Bavière, dont une au sud-ouest de Siedlung Neuhausen
  - Buste de la princesse Thérèse de Bavière à l'Académie bavaroise des sciences
  - Buste de l'ingénieur Wilhelm Bauer au Deutsches Museum

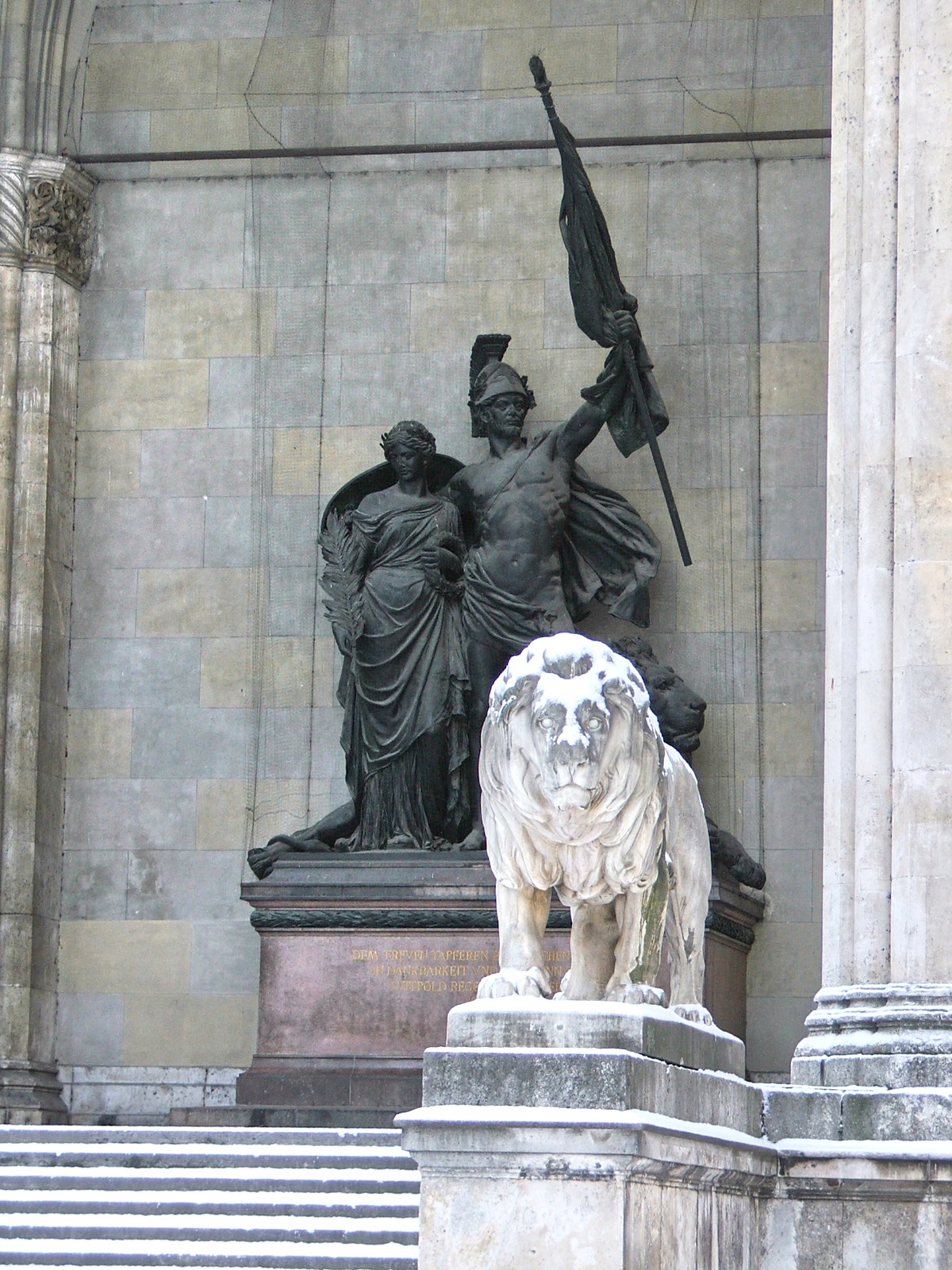
Munich : Lion devant la Feldherrnhalle
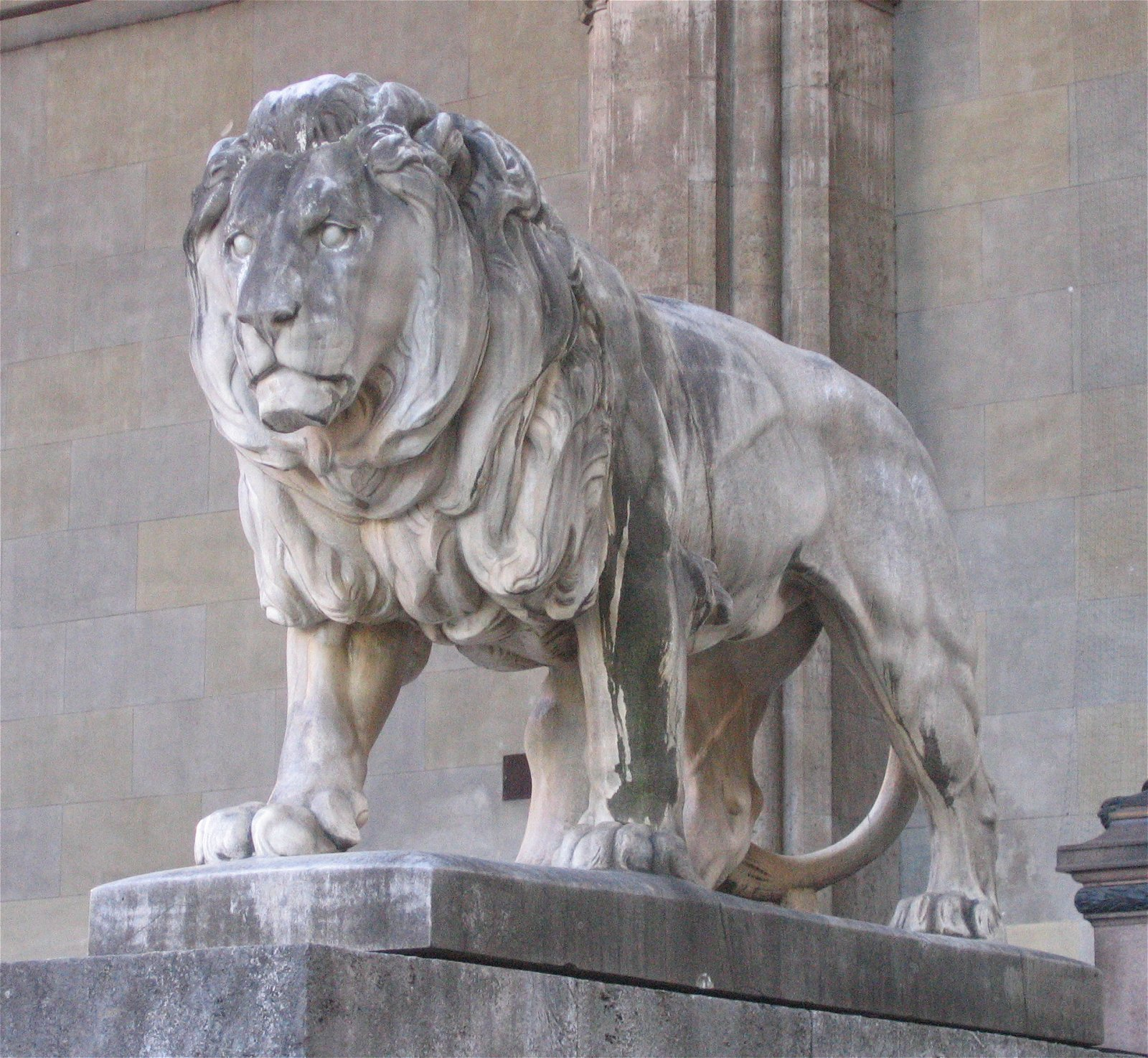
Autre lion devant la Feldherrnhalle
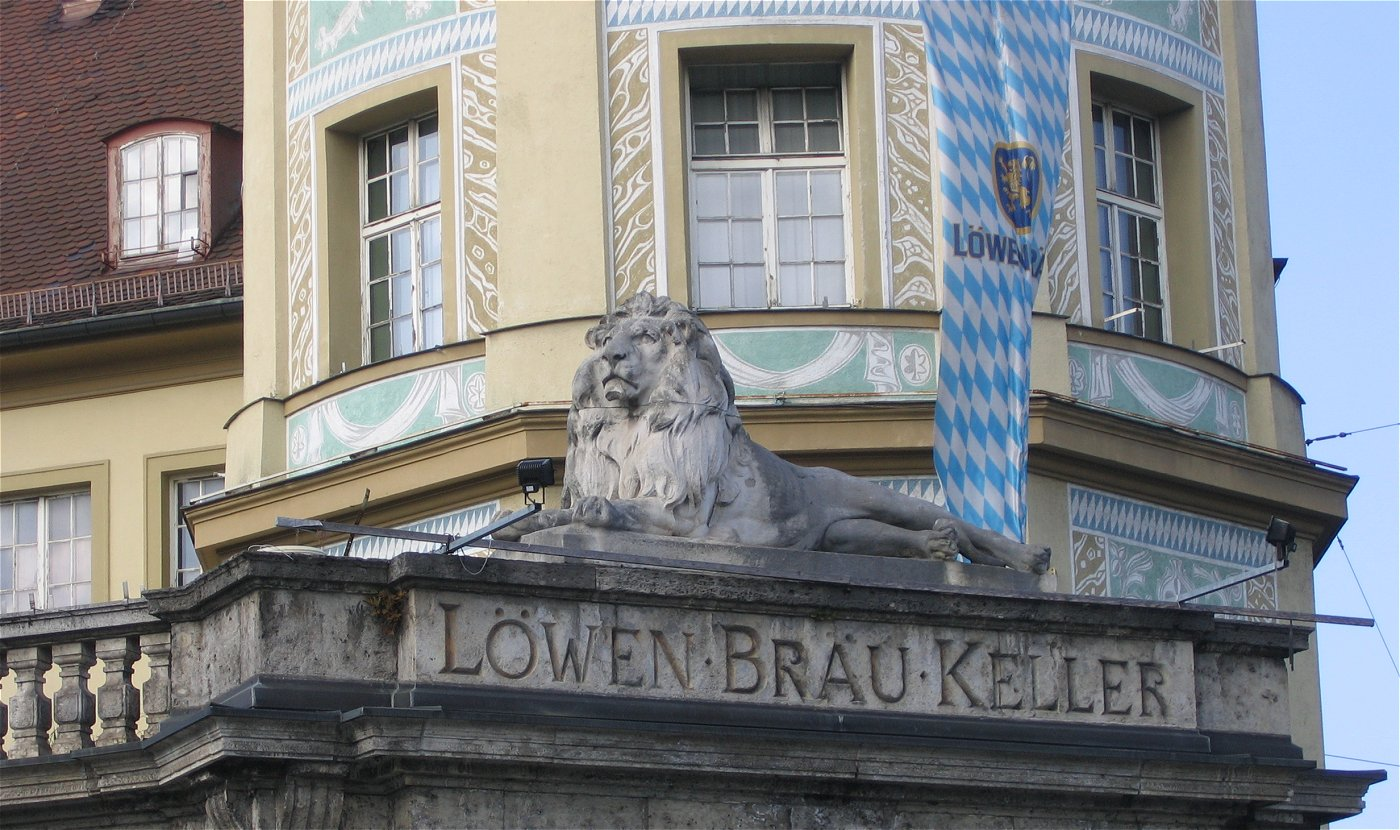
Lion sur le fronton du Löwenbräukeller (en)

- Nuremberg :
  - Statue équestre de Guillaume Ier (1905) (conçue et commencée par Syrius Eberle, mort en 1903, elle a été terminée par Rümann), Egidienplatz, devant la Pellerhaus
  - Statue du prince-régent Luitpold (1901), esplanade de la gare, retirée en 1934 et fondue en 1939
- Stuttgart : Statue équestre de Guillaume Ier (1898)
- Bad Urach : buste de Bismarck dans la Schloßstraße
- Wœrth (aujourd'hui en Alsace) : Monument aux morts bavarois de la guerre de 1870 (1889)

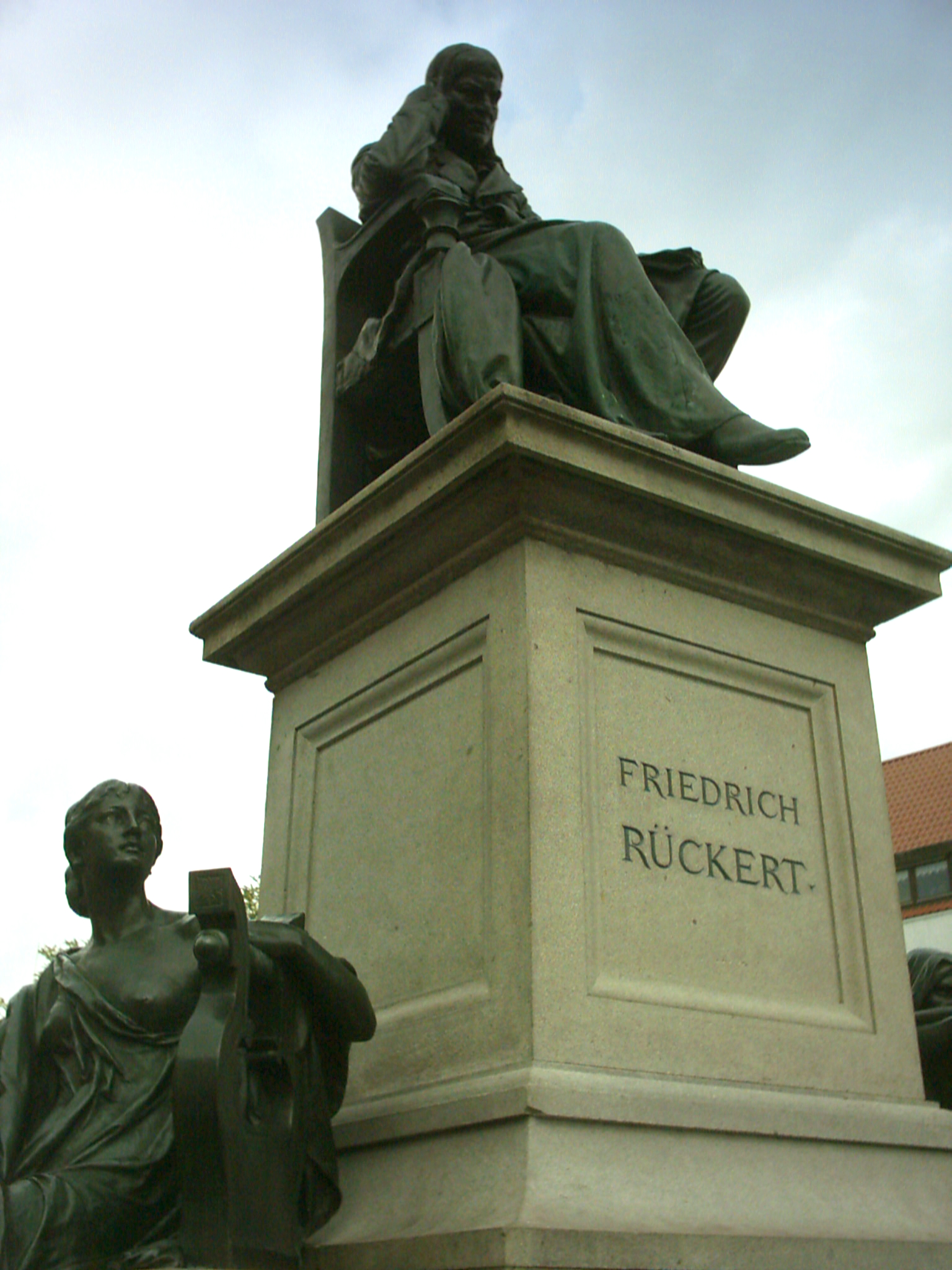
Schweinfurt : Monument à Friedrich Rückert
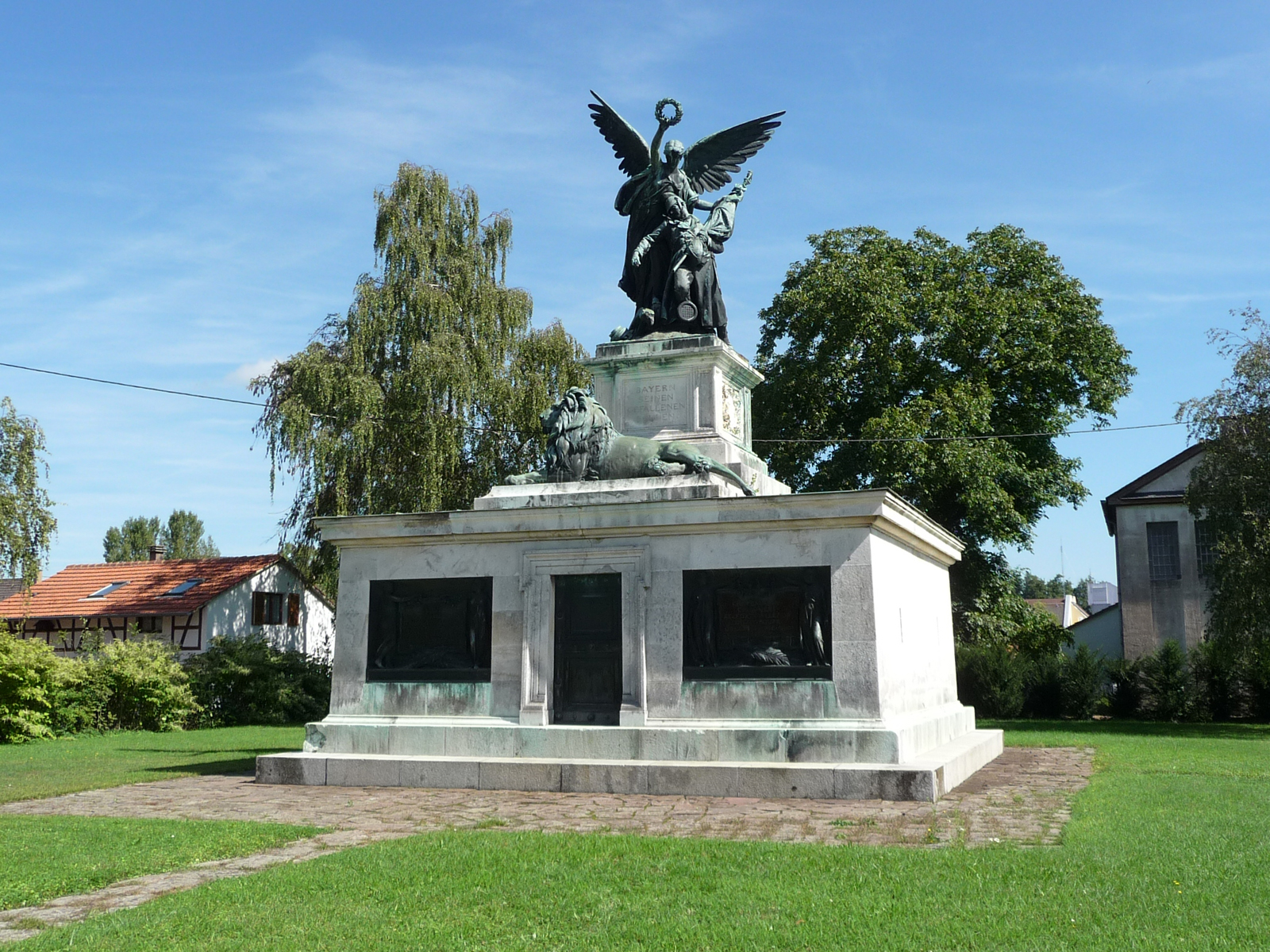
Wœrth : Monument aux morts bavarois de la guerre de 1870.